# كريستيانا أوليفيرا
كريستيانا أوليفيرا (بالبرتغالية: Cristiana Oliveira‏) هي ممثلة برازيلية، ولدت في 15 ديسمبر 1963 في ريو دي جانيرو في البرازيل.

## أعمال

### مسلسلات
- كانانغا في اليابان

## وصلات خارجية
- الموقع الرسمي
- كريستيانا أوليفيرا على موقع IMDb (الإنجليزية)
- كريستيانا أوليفيرا على موقع قاعدة بيانات الفيلم (الإنجليزية)